# 愛のトロフィー
『愛のトロフィー』（あいのトロフィー）は、1978年10月17日から1979年1月16日まで日本テレビ系列の『火曜劇場』（毎週火曜22:00 - 22:54）で放送されたテレビドラマ。全13話。

## 内容
テニス選手の兄・鷲津富雄と大学生テニス選手の弟・鷲津文雄の兄弟を中心に、兄弟愛と対立、二人に同時に愛を抱く清宮静との恋のさや当て合いと苦悩、富雄・文雄と父・太一郎との親と子の考えの違い、そして家族愛などをテーマにして描かれたドラマ。日本テニス協会の全面協力を得て制作された。 

## キャスト
- 鷲津文雄：国広富之
鷲津兄弟の弟で、城南大学三年生で。学生テニス界の中で、その将来を希望されている選手。軽井沢で行われたスポーツ用品メーカー『小松ラケット』主催のテニススクールでコーチを務めていたが、その中で講習を受けずにコートを去った清宮静が妙に気になる存在になった。
- 鷲津富雄：竹脇無我
鷲津兄弟の兄で、日本のテニス界の雄である存在のアマチュア選手。全米オープンで優勝し、そのトロフィーを手に帰国。その夜、父・太一郎に自分のプロ入りの意思を伝えたが、太一郎に反対され、激しく衝突する。
- 清宮静：小川知子
軽井沢のテニススクールに参加していたが、講習を受けないままコートから立ち去った。文雄の気になる存在になり、富雄にも愛を抱くようにもなる。かつては白石幸平という恋人が居た。
- 鷲津太一郎：大木実
富雄と文雄の父。アマチュアリズムの信奉者であり、富雄のプロ入りに激しく反対する。
- 鷲津めぐみ：有沢光恵
富雄と文雄の妹。軽井沢のテニススクールに参加していた。
- 石根みちる：永島暎子
めぐみらと共に、軽井沢のテニススクールに参加していた。
- 節子：藤田美保子
- マサヨ：奈美悦子
- 白石幸平：長谷川哲夫
静のかつての恋人。
- 松田：中村嘉葎雄
城南大学テニス部監督。
- 佐知子：小畠絹子
- 内藤武敏
- 馬渕晴子
- 神和住純
ほか

## スタッフ
- プロデューサー：山本時雄
- 脚本：杉山義法（全話担当）
- 演出：佐光千尋、水島総
- 制作：日本テレビ

## 主題歌
『遠いまなざし』 歌：木戸やすひろ（作詞：福永史作、作曲：木戸やすひろ、編曲：後藤次利、発売：ビクター音楽産業）

## サブタイトル
| 話数 | 放送日         | サブタイトル   | 演出     |
| ---- | -------------- | -------------- | -------- |
| 1    | 1978年10月17日 | 軽井沢憂愁     | 佐光千尋 |
| 2    | 1978年10月24日 | 魅せられた夜   | 佐光千尋 |
| 3    | 1978年10月31日 | 哀しき輪舞     | 佐光千尋 |
| 4    | 1978年11月7日  | 受難のとき     | 佐光千尋 |
| 5    | 1978年11月14日 | 蒼ざめたギター | 水島総   |
| 6    | 1978年11月21日 | 雨の慕情       | 水島総   |
| 7    | 1978年11月28日 | 裏切りの季節   | 水島総   |
| 8    | 1978年12月5日  | 二人の世界     | 水島総   |
| 9    | 1978年12月12日 | 愛憎の構図     | 佐光千尋 |
| 10   | 1978年12月19日 | 遠い足音       | 佐光千尋 |
| 11   | 1978年12月26日 | 偽りの挽歌     | 佐光千尋 |
| 12   | 1979年1月9日   | 燃ゆる想い     | 佐光千尋 |
| 13   | 1979年1月16日  | 熱い涙         | 佐光千尋 |